# Prásio

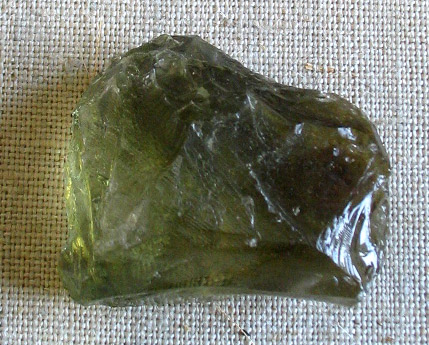
Prásiolita

Prásio, prase ou prasiolita (também conhecida como quartzo verde, ametista verde ou vermarine) é uma variedade quartzo, um mineral silico (dióxido de silício, SiO2).
Desde 1950, quase toda prasiolita natural é retirada de Montezuma, Brasil, mas também tem sido minerada na Silésia, Polónia. Ocorrência natural de prasiolita também tem sido encontradas na área deThunder Bay no Canadá. Em fevereiro de 2019, a única mina produzindo prasiolita pe no Brasil, mas esta está quase vazia.
A maior parte da prasiolita vendida é usada na confecção de jóias, onde pode substituir gemas preciosas muito mais caras.
É uma pedra rara na natureza; a prasiolita pode ser artificialmente produzida a partir do tratamento termico de ametistas. Grande parte das ametistas se tornam amarelas ou laranjas quando aquecidas, produzindo citrino, mas algumas delas poderão ficar verdes quando tratadas. Atualmente, quase toda prasiolita no mercado é resultado da combinação do tratamento termico e radiação ionizante.
Quartzo verde é algumas vezes erroneamente chamado de "ametista verde", que é um nome não aceito para o mineral, prasiolita sendo a terminologia correta. Outros nomes para o quartzo verde são vermarine, ametista esverdeada ou citrino lima.
A palavra prasiolita significa literalmente "pedra de cor verde cebolinha" e é derivada do grego "πράσον" (prason) que significa "alho-poró" e "λίθος" (lithos), que significa "rocha". O mineral recebeu esse nome devido á sua aparência esverdeada.
A prasiolita natural é de um verde bem claro e translúcido. Quartzo verde mais escuro é geralmente resultado de tratamento artificial.
1. 1 2  «The Quartz Page: Prasiolite». www.quartzpage.de. Consultado em 22 de dezembro de 2021
2. ↑  «Mineral Spectroscopy». minerals.gps.caltech.edu. Consultado em 22 de dezembro de 2021
3. ↑  «Green Amethyst». gemselect.com (em inglês). Consultado em 22 de dezembro de 2021
4. ↑  «Gemstone Information - Quartz, Green Meaning and Properties - Fire Mountain Gems and Beads». www.firemountaingems.com. Consultado em 22 de dezembro de 2021
5. ↑  GRANDE, AUGUSTYN, Lance, Allison. Gems and Gemstones: Timeless Natural Beauty of the Mineral World. [S.l.: s.n.] p. 91